# Atherigona humeralis
Atherigona humeralis este o specie de muște din genul Atherigona, familia Muscidae. A fost descrisă pentru prima dată de Christian Rudolph Wilhelm Wiedemann în anul 1830. Conform Catalogue of Life specia Atherigona humeralis nu are subspecii cunoscute.